# Kanku Mulekelayi
Kanku Mulekelayi, né le 1er janvier 1980 à Lubumbashi, est un footballeur de la République démocratique du Congo évoluant au poste de milieu de terrain pour le TP Mazembe.

## Palmarès
- Vainqueur de la Ligue des champions de la CAF en 2009 et 2010 avec le TP Mazembe
- Vainqueur de la Supercoupe de la CAF en 2010 avec le TP Mazembe
- Champion de RD Congo en 2007 et 2009 avec le TP Mazembe